# Fritillaria megachile
Fritillaria megachile är en ryggsträngsdjursart som beskrevs av Hermann Fol 1872. Fritillaria megachile ingår i släktet Fritillaria och familjen bägargroddar. Inga underarter finns listade i Catalogue of Life.